# Małgorzata Bassa-Roguska
Małgorzata Bassa-Roguska (ur. 23 listopada 1975 w Lublinie) – polska zapaśniczka i judoczka, trzykrotna mistrzyni Europy w zapasach.
Zdobyła brązowy medal na mistrzostwach świata w 1997 w Clermont-Ferrand w kategorii do 62 kg. Zwyciężała w mistrzostwach Europy w 1996 w Oslo w wadze do 65 kg, w mistrzostwach Europy w 2001 w Budapeszcie w wadze do 62 kg i w mistrzostwach Europy w 2002 w Seinäjoki w wadze do 63 kg, a na mistrzostwach Europy w 1996 w Götzis zdobyła srebrny medal w wadze do 62 kg. Zdobyła złoty medal w wadze do 63 kg na Akademickich Mistrzostwach Świata w 2002 w Edmonton.
W swych pozostałych startach na mistrzostwach świata zajmowała następujące miejsca: 1994 – 11. miejsce (waga do 65 kg); 1995 – 4. miejsce (waga do 65 kg); 1998 – 5. miejsce (waga do 56 kg); 1999 – 11. miejsce (waga do 62 kg); 2000 – 4. miejsce (waga do 62 kg); 2001 – 6. miejsce (waga do 62 kg); 2002 – 5. miejsce (waga do 63 kg) i 2003 – 17. miejsce (waga do 63 kg). Zajęła również następujące miejsca w pozostałych startach na mistrzostwach Europy: 1997 – 5. miejsce (waga do 62 kg); 1998 – 6. miejsce (waga do 62 kg); 2000 – 11 miejsce (waga do 62 kg); 2003 – 4. miejsce (waga do 63 kg); 2004 – 5. miejsce (waga do 59 kg).
Była mistrzynią Polski w wadze do 70 kg w 1994, w wadze do 65 kg w 1995 i 1996 oraz w wadze do 62 kg w 1997, 1998, 1999 i 2000, w wadze do 63 kg w 2002 i w wadze do 59 kg w 2004 oraz wicemistrzynią w wadze do 63 kg w 2003.
Uprawiała również judo. Była wicemistrzynią w kategorii open oraz brązową medalistką w kategorii do 72 kg w 1995.
Pracowała w Biurze Ochrony Rządu. Ma stopień majora.